# 1585
1585 је била проста година.

## Догађаји

### Јул
- 7. јул — Под притиском католичке „Свете лиге“ француски краљ Анри III издао је Немирски едикт против хугенота.